# 스테판 라자레비치
스테판 라자레비치(세르비아어: Стефан Лазаревић, Stefan Lazarević, 1377년 ~ 1427년 7월 19일)는 장신의 스테판(Стеван Високи)라고도 알려졌으며, 크냐지인 라자르 흐레벨랴노비치의 아들이자 세르비아의 통치자이다. 그는 대공(1389년-1402년)과 전제공(1402년-1427년)이라는 작위를 소유했다. 그는 살아생전에 유럽 최고의 기사이자 군사 지도자 중 한 명으로서 여겨졌으며, 그의 문학적 저서로 인하여 중세 시대 세르비아 최고의 작가 중 한 명이라고도 여겨진다. 1389년 코소보 평원에서 그의 아버지가 전사한 후, 그는 세르비아령 모라비아의 통치자가 되었고 1393년 그가 어른이 될때까지 그의 어머니 밀리차 흐레벨랴노비치와 공동 통치를 하였다. 그의 통치와 저서는 세르비아 땅에 르네상스의 초기 신호로서도 때로 연관지어진다. 그는 세르비아에 기사의 토너먼트 경기, 최신 군사 전술, 화기등을 도입시키기도 했다.
오스만의 제후국으로서, 라자레비치는 로비네 전투, 니코폴리스 전투, 앙카라 전투에서 세르비아 보조병 부대의 군사 지도자였다. 앙카라 전투 후, 라자레비치는 1402년 콘스탄티노플에서 비잔티움 제국에게서 전제공이라는 작위를 받았다. 그는 오스만의 힘을 완전히 굳히게하고 추가적으로 라자레비치의 조국 정복을 완수하겠금 도로를 포장해주는 격인 카르모를루 (Carmorlu) 전투에서 오스만군을 지원하기 위해 군대를 파견시켰다.
1403–04년에 그는 헝가리 왕국의 지기스문트의 동맹이 되었으며, 마치바, 베오그라드(1405년에 라자레비치의 수도가 되었던), 골루바츠와 1411년에 스레브레니차 같은 다른 지배지를 부여받았다. 1408년 지기스문트는 귀족들로만 이뤄진 기사 조직인 드라곤 기사단을 창설했었는데, 스테판은 이 조직에서 고위층이였다.
오스만이 앙카라에서 패배하고 내전이 발발하는 동안, 세르비아 귀족들도 충돌이 발생하였다. 라자레비치 가문과 브란코비치 가문 사이의 분쟁이 첫 번째이며, 스테판과 그의 남동생인 부크 사이의 분쟁이 두 번째였다. 귀족들의 대립은 스테판과 그의 조카 주라지 브란코비치의 화해로 종결되었다. 발샤 3세 발쉬치의 사망 후, 스테판은 제타를 상속받았고 베네치아와의 전쟁에 돌입했다. 그는 어떠한 자식도 두지 못 하여서, 스레브레니차에서 회의를 모집하여(1426년) 그의 조카 주라지는 그의 후계자로 선언하였다.
그는 내부에서 세르비아 귀족들의 저항을 분쇄했었으며, 정치적, 경제적, 문화적, 군사적으로 강화된 세르비아에 평화의 시기를 가져왔다. 1412년 1월 29일에 그는 그 당시 발칸 지역에서 가장 거대한 광산인 노보브르도의 관리를 분리시켜내며, 광산 법규(Законик о рудницима)를 발표하였다. 이 법규는 세르비아 전제공국의 주요 경제적 기반이였던 세르비아의 광산 개발을 증대시켰다. 그가 사망할때에는 세르비아는 유럽에서 가장 많은 은 생산국 중 하나가 되었다. 건축 분야에서도 그는 모라바 건축 학파에 대한 지원을 계속했다.
그는 오스만에게 점령당한 인접국 출신의 망령자들과 세르비아 출신 학자들에게 보호지와 지원을 해주는 예술과 문화의 후원자이기도 하였다. 추가적으로 그는 작가이기도 하였으며, 그의 주요 작품으로는 르네상스 풍을 띈 사랑에 대한 경의(A Homage to Love)가 있다. 전제공의 작품이 있던 동시대에는 성 타르노보의 에프티미, 키예프 시민 키프리안, 콘스탄틴 코스테네치키, 그리고리 참블라크 등이 있다. 그의 통치 시기에 레사바 학파가 형성됐다.

## 배경과 가문
스테판은 라자르 흐레벨랴노비치와 네마니치 가문 출신인 밀리차 흐레벨랴노비치의 아들로 태어났다. 밀리차의 아버지인 브라트코 네마니치는 스테판 네마냐의 장남인 부칸 네마니치의 후손이다. 추가적으로 스테판에게는 7명의 다른 자녀가 있었다.
| 스테판의 형제들과 자매들 | 스테판의 형제들과 자매들    | 스테판의 형제들과 자매들                                                                          | 스테판의 형제들과 자매들 |
| ------------------------ | --------------------------- | ------------------------------------------------------------------------------------------------- | ------------------------ |
| 스테판의 형제            |                             |                                                                                                   |                          |
| 이름                     | 수명                        | 작위                                                                                              |                          |
| 도브로보이               | (유년 시절 사망)            |                                                                                                   |                          |
| 부크                     | (?—1410)                    | 대공                                                                                              |                          |
| 스테판의 자매            |                             |                                                                                                   |                          |
| 이름                     | 수명                        | 혼인                                                                                              |                          |
| 마라                     | (?—1426)                    | 부크 브란코비치, c. 1371                                                                          |                          |
| 옐레나                   | (?—1443)                    | 1.주라지 2세 스트라치미로비치 발쉬치 (1385 — 1403), c. 1386 2.산달리 흐라니치 (1392 — 1435), 1411 |                          |
| 드라가나                 | (?—?)                       | 이반 (1371 — 1395) 또는 그의 아들 알렉산데르, c. 1386                                             |                          |
| 테오도라 (옐레나)        | (?—before 1405)             | 니콜라 2세 고르잔스키, c. 1387                                                                    |                          |
| 올리베라                 | (c. 1378 — after 1443/1444) | 바예지드 1세 (1389—1403), 1390                                                                    |                          |

스테판 라자레비치는 1405년 9월에 옐레나(Jelena)와 혼인하였다. 옐레나는 요하네스 7세 팔라이올로고스의 황후인 이레네 가틸루시오의 자매이자 레스보스의 제노바 출신 영주인 프란체스코 2세 가틸루시오의 딸이였다. 이 혼인은 요하네스 7세가 그의 숙부인 마누엘 2세의 이름으로 비잔티움 제국을 지배하던 때인1402년 콘스탄티노플에 스테판이 머무믈 때 주선되었다. 옐레나와 스테판은 아이를 가지지 못했고 옐레나는 스테판이 지은 수도원의 어떠한 프레스코에서도 모습을 보이지 않았다.

## 생애
스테판은 라자르 대공의 아들로서, 1389년에 권좌를 계승하였다. 니콜라 조이치(Nikola Zojić)가 14세기가 끝날 무렵에 스테판 라자레비치에게서 권좌 찬탈을 시도하였고 실패한 후 오스트르비차 성으로 후퇴했다. 라자레비치는 1395년의 로비네 전투, 1396년의 니코폴리스 전투, 1402년의 앙카라 전투에 오스만의 봉신으로서 참전했었다.

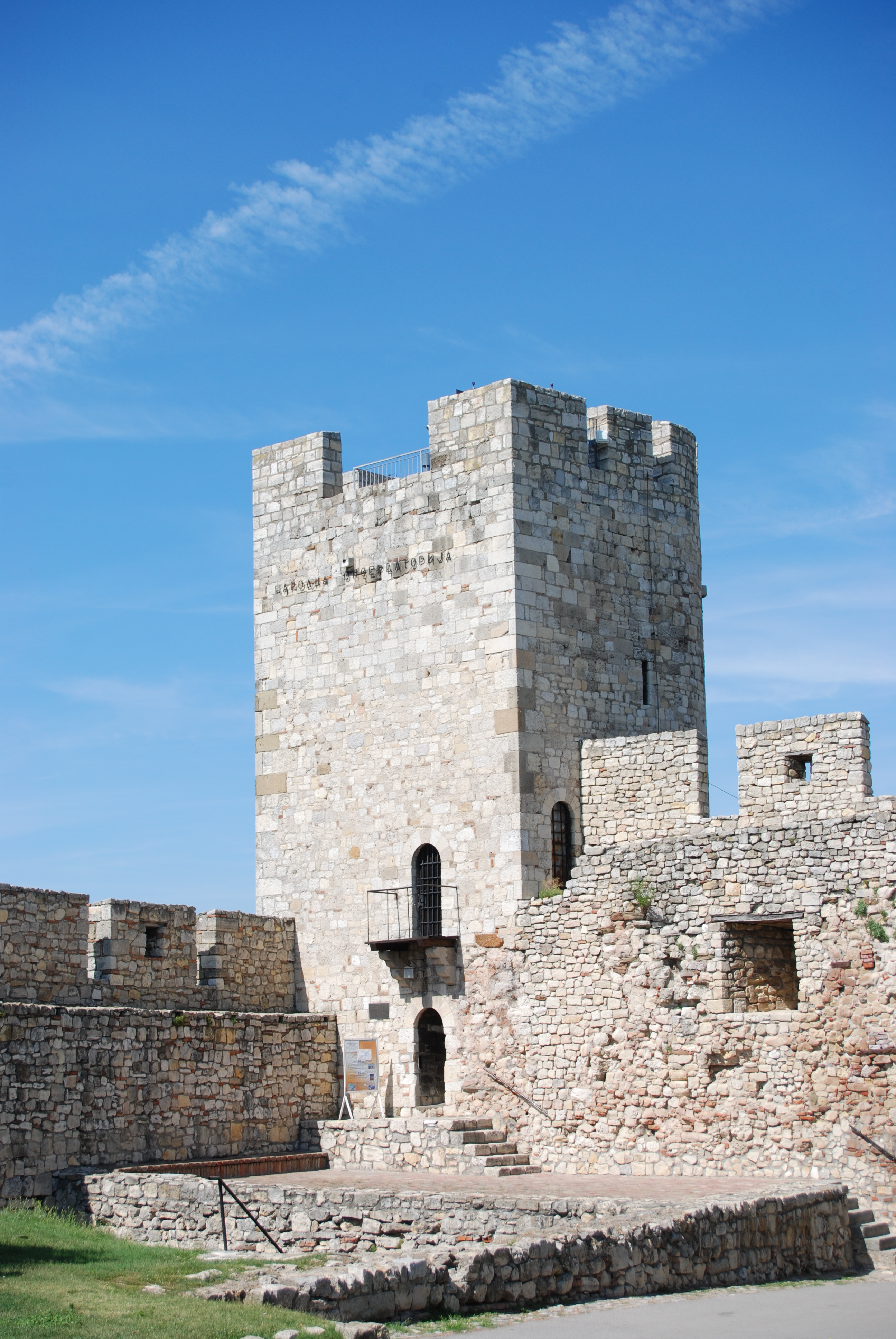
베오그라드 요새의 전제공 스테판의 탑.

그는 그가 세르비아의 기사들과 함께 맹활약을 하여 그의 군대가 살아남았던 앙카라 전투와 함께 티무르의 아나톨리아 침공으로 일시적으로 붕괴된 후인 1402년에 세르비아 전제공이 되었다. 콘스탄티노플에서 그의 고향으로 가는 길이 막히는 동안, 그는 비잔티움 황제에게서 전제공 작위를 부여받았다. 스테판의 첫 정책은 오스만의 봉신에서 벗어나고 세르비아의 독립을 확고히 하는 등의 앙카라에서의 이점을 얻는 것으로 보인다. 스테판에 대한 충성심이 없었던 그의 조카인 주라지 브란코비치는 바예지드 1세의 아들 술레이만과 편을 나란히하며 스테판에 대항하였다.

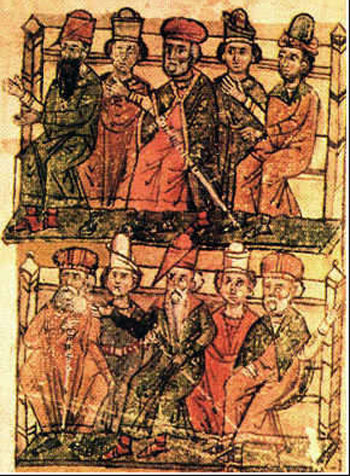
1412년 스테판 라자레비치가 노보브르도를 위해 만든 광산 법의 16세기 복사본.

스테판은 헝가리의 지기스문트가 동맹을 위해 그에게 접촉해왔을 때 수용적이였다. 지기스문트도 동맹을 맺는 그의 조건은 매우 관대했었다. 그는 헝가리의 종속권을 받아들일경우, 스테판이 살아있는 동안 베오그라드를 포함한 마치바를 념겨주로 제안했다. 그 사이인 1402년 11월에 트리폴레에서 브란코비치의 군대(술레이만이 파견한 오스만군 포함)를 격퇴시켜냈다. 이 시기에 스테판은 또한 다뉴브 강에 위치한 골루바츠의 주요 요새들을 지기스문트에게서 얻어냈다. 1403년 그는 베오그라드를 그의 수도로 선포하였다. 그는 성채를 포함한 요새를 건설했으며, 요새는 1690년의 대튀르크 전쟁 기간에 파괴되어 오늘날까지 남아있는 것은 전제공 스테판의 탑뿐이다. 1404년에 지기스문트는 제문(오늘날 베오그라드의 일부), 슬란카멘, 쿠피니크, 미트로비차, 베체이, 벨리키베치케레크를 포함한 오늘날의 보이보디나(그리고 오늘날의 베오그라드의 판노니아 일부)를 스테판에게 주었다. 1417년에 아파틴도 그의 영토로 언급됐다.
그의 통치 시기 그는 1412년 세르비아의 경제 중심지인 노보브르도의 광산법을 발표하였다. 그의 유산으로는 마나시야 수도원이 있으며, 서적 수집, 번역, 전사업의 중심지였던 레사바 학파를 조직했다.
스테판은 라자레비치는 그의 조카인 주라지 브란코비치를 후계자로 놔두고, 1427년에 급작스럽게 사망하였다. 그의 행적은 그를 성인의 신분으로 상승시켜주었으며, 세르비아 정교회는 8월 1일 그를 기념하고 있다. 전제공 스테판은 1402년에 그가 지은 코포린 수도원에 묻혔다가 1407년에 더 규모가 크고 유명한 마나시야 수도원으로 옮겨졌다. 사실 마나시야 수도원은 그가 묻힐 곳을 의도한 곳이였지만 그가 갑작스럽게 사망했을 때, 스테판의 형제인 부크도 거기 묻혀있었기에 미루어졌다.

## 저서
전기적 작품과 특히 노보브르도 광산 법규 (1412)와는 달리, 스테판 라자레비치는 3개의 문학 작품을 저술했다:
- 라자르 대공을 위한 무덤의 흐느낌 (1389)
- 코소보 기둥에 새긴 글 (1404)
- 사랑에 대한 경의 (1409) - 그의 형제 부르크에게 보내는 시적인 서간.[8]

그는 아마 세르비아 채식본의 가장 널리 알려진 후원자일 것이며, 세르비아 시편들은 현재 뮌헨의 바이에른 주립 도서관에서 보관하고 있다.

## 레사바 학파
전제공 스테판 라자레비치는 세르비아와 오스만에게 점령당한 인접국에서 망령한 학자들에게 보호지와 지원을 해주는 예술과 문화의 후원자이기도 하였다. 그는 아버지의 저택에서 교육을 받았으며, 그는 세르보슬라브어를 말하고 쓸 수 있었고; 그리스어를 하였고 라틴어도 익숙하였다.

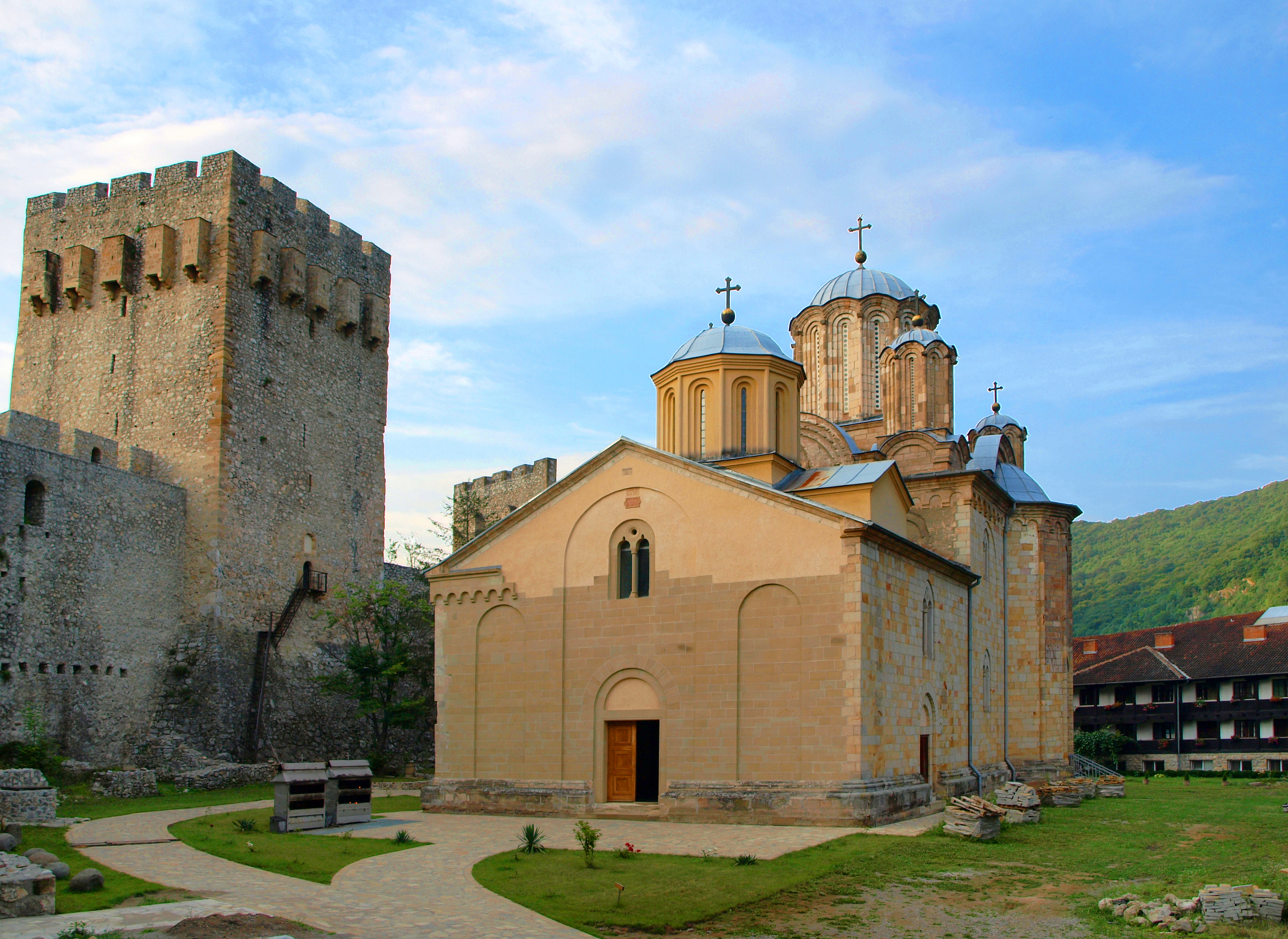
마나시야 수도원과 전제공의 탑.

## 같이 보기
- 주라지 브란코비치
- 세르비아 전제공국
- 오스만 제국